# Paulina Armería
Paulina Armería Vecchi (26 de marzo de 1996) es una deportista mexicana que compite en taekwondo. Ganó una medalla de plata en los Juegos Panamericanos de 2015 y una medalla de oro en el Campeonato Panamericano de Taekwondo de 2016.

## Palmarés internacional
| Juegos Panamericanos    | Juegos Panamericanos | Juegos Panamericanos | Juegos Panamericanos |
| Año                     | Lugar                | Medalla              | Categoría            |
| ----------------------- | -------------------- | -------------------- | -------------------- |
| 2015                    | Toronto (Canadá)     | Medalla de plata     | –57 kg               |
| Campeonato Panamericano |                      |                      |                      |
| Año                     | Lugar                | Medalla              | Categoría            |
| 2016                    | Querétaro (México)   | Medalla de oro       | –57 kg               |